# Akrobatisches Potpourri
Akrobatisches Potpourri ist ein deutscher Kurzfilm, der am 1. November 1895 veröffentlicht wurde. Der Film wurde in Berlin-Moabit während einer Vorstellung der Artistenfamilie Grunato aufgenommen und mit der Laterna magica präsentiert. 

## Inhalt
Acht Mitglieder der Familie Grunato führen einen Balanceakt auf dem Hochseil vor.

## Veröffentlichung
Der Film ist einer der ersten Filme, die in Europa mit starkem Publikumsinteresse vorgeführt wurden. Der Film wurde zusammen mit den Filmen Italienischer Bauerntanz, Komisches Reck, Serpentinen Tanz, Der Jongleur Paul Petras, Das boxende Känguruh, Kamarinskaja, Ringkampf und Apotheose im Wintergarten am 1. November 1895 vorgeführt. 
Die Staatsbürger-Zeitung berichtete am 5. November 1895 über die Filme Folgendes:
„Das Finale der Vorstellung springt auf die kleinere Bühne des Bioscop über. Der ingeniöse Techniker benutzt hier ergötzliche Momentphotographie und bringt sie in vergrößerter Form zur Darstellung, aber nicht starr, sondern lebendig. Wie er das macht soll der Teufel wissen“.